# Turjak (Peć)
Pour les articles homonymes, voir Turjak.
Turjakë en albanais et Turjak en serbe latin (en serbe cyrillique : Турјак) est une localité du Kosovo située dans la commune/municipalité de Pejë/Peć et dans le district de Pejë/Peć. Selon le recensement kosovar de 2011, elle compte 294 habitants.

## Démographie

### Évolution historique de la population dans la localité
| 1948 | 1953 | 1961 | 1971 | 1981 | 1991 | 2011 |
| ---- | ---- | ---- | ---- | ---- | ---- | ---- |
| 288  | 254  | 279  | 343  | 318  | 343  | 294  |

|  |

### Répartition de la population par nationalités (2011)
En 2011, les Albanais représentaient 95,92 % de la population.